# Peco (modélisme)
Pour les articles homonymes, voir Peco.
Peco est un fabricant anglais de voies ferrées pour les réseaux de train miniature, créé en 1946, et basé dans le Pecorama, à Beer dans le South Devon.

## Histoire
Outre la voie ferrée miniature, Peco est également un fabricant d'accessoires de décor, un éditeur de publications ferroviaires sous la marque Peco Publications and Publicity Ltd (Railway Modeller et Continental Modeller) et le propriétaire du Pecorama, un parc d'attraction consacré aux trains miniatures.